# Nobody Knows the Trubel I've Seen
Nobody Knows the Trubel I’ve Seen (conocido como No creeríais lo que he visto en España y Nadie sabe los problemas que he vivido en Hispanoamérica) es el décimo noveno episodio de la tercera temporada de la serie de televisión estadounidense de drama sobrenatural y policíaco Grimm. El guion principal del episodio fue coescrito por los guionistas Jim Kouf y David Greenwalt, y la dirección general estuvo a cargo de Norberto Barba.
El episodio se transmitió originalmente el 25 de abril del año 2014 por la cadena de televisión estadounidense NBC. Para la emisión de Hispanoamérica, el estreno se llevó a cabo el 19 de abril del 2014 por el canal Universal Channel.
Tras dos capítulos sin casos policiales, Nick Burkhardt y Hank Griffin deben investigar unos extraños asesinatos de violentos violadores, todos ellos poderosos wesens. Aparentemente, la sospechosa es una adolescente, Teresa Rubel ("me dicen Trubel»), que no podría de ningún modo enfrentar a los wesens asesinados. Cuando finalmente la detienen, resulta que es una grimm que no sabe que es una grimm, ni ha estado en contacto con nadie que le pudiera explicar. Por su parte, Adalind está desesperada por la pérdida de la bebé y como piensa que la tiene Viktor, lo llama para ofrecerle lo que pida a cambio de verla.

## Título y epígrafe
El título y el epígrafe del episodio están tomados del título y la letra del tradicional negro espiritual «Nobody Knows the Trouble I’ve Seen», registrado en 1867 —dos años después de finalizada la guerra civil estadounidense— con un tìtulo y letra levemente diferente, en el libro Slave Songs of the United States, que publicó por primera vez canciones recopiladas afroamericanas: En 1872 la canción apareció publicada por primera vez con el título «Nobody Knows the Trouble I See» y cantada por el célebre grupo afroamericano Fisk Jubilee Singers, pero con el segundo verso diciendo «Nobody knows but Jesus» (Nadie lo sabe salvo Jesús). 
El título del episodio está escrito intencionalmente mal, con la palabra «trouble» (problema) como «trubel», que suenan muy similares, para hacer un juego de palabras con el nombre del nuevo personaje femenino que aparece en este capítulo, que se llama Teresa Rubel, pero que todos le dicen Trubel. En este caso, la palabra «nadie» se refiere directamente al hecho de que Truble es una adolescente grimm, que ha tenido que luchar toda su vida contra wesens de todo tipo para sobrevivir, a la que nadie le ha dicho nunca qué es un grimm, ni qué es un wesen, tratándola como una loca.

Versión en inglés
Nobody knows the trouble I've seen
Nobody knows my sorrow
Versión en español
HispanoaméricaNadie sabe los problemas que he vivido, nadie conoce mi tristeza.
EspañaNadie sabe las cosas tan terribles que he visto, nadie sabe la pena que siento.

## Argumento
Luego de dos capítulos sin casos policiales, Nick Burkhardt y Hank Griffin deben investigar unos extraños asesinatos de violentos violadores, todos ellos peligrosos wesens, como los skalengeck. Nick lo llama a Monroe para que lo ayude a identificar de qué wesen podría tratarse, pero no logra pensar en alguno que coincida con los elementos del caso. Una papa frita en el piso de un auto, los hace pensar que el asesino podría haber ido a comer a un restaurante de comidas rápidas y se sorprenden al revisar las cámaras de seguridad, de que el sospechoso no es un varón, sino una adolescente que no podría de ningún modo enfrentar a los wesens asesinados. Luego de identificarla como Teresa Rubel, reciben el aviso de que la joven se encontraba alojada en una pensión barata, Nick, Hank y Monroe parten para detenerla, pero cuando intentan hacerlo, la joven enfrenta a los tres hombres con ferocidad, aunque sin transformarse en un wesen. En medio de la pelea, Monroe le grita a Nick que la chica es una grimm, algo que solo él como wesen puede ver (lo notan en sus ojos). Pero la joven no sabe lo que es un grimm, ni lo que es un wesen, y rechaza todos los intentos de Nick para establecer contacto. Hasta que Nick encuentra entre sus cosas un cuaderno con anotaciones y dibujos de los «monstruos» a los que había enfrentado. Nick lleva a la joven al remolque donde él tiene los libros y manuscritos sobre wesens y en cuánto la joven los ve, cambia completamente de actitud y pide que le explique. El capítulo termina con Nick llevando a la joven a cenar a su casa y cuando Juliette la llama por su nombre, Teresa, esta le contesta que nadie le dice «Teresa», sino «Trubel».
Por su parte Adalind está desesperada por la pérdida de la bebé y busca calmar su pena acudiendo a Nick, a Juliette, a Monroe, a Rosalee y a Sean (Renard), que se encuentra también abatido. Pero ninguno puede ayudarla realmente, porque todos han sido parte del secuestro de la bebé (Diana). Adalind decide entonces que pasó el tiempo de llorar y empezó al tiempo de actuar como una hexenbiest. Llama entonces a Viktor en Viena, para ofrecerle lo que pida a cambio de verla. A Viktor le llama la atención que piense que Diana está con él, pero no lo niega y pretende utilizarla a su vez para saber lo que pasa en Portland, especialmente todo sobre Nick.

## Detalles
- Viktor se refiere despectivamente a Adalind no como una hexenbiest, sino como una hexenbitch (hexenperra).

## Elenco regular
- David Giuntoli como Nick Burkhardt.
- Russell Hornsby como Hank Griffin.
- Bitsie Tulloch como Juliette Silverton.
- Silas Weir Mitchell como Monroe.
- Sasha Roiz como el capitán Renard.
- Bree Turner como Rosalee Calvert.
- Claire Coffee como Adalind Schade.
- Reggie Lee como el sargento Wu.